# کوراکورا
کوراکورا (به اسپانیایی: Coracora) یک شهرک در پرو است که در استان پاریناکوچاس واقع شده‌است. کوراکورا ۳٬۱۷۵ متر بالاتر از سطح دریا واقع شده‌است.